# Židovský hřbitov v Koryčanech
Židovský hřbitov v Koryčanech byl založen v 1. polovině 17. století. Nachází se asi 400 m severovýchodně od koryčanského náměstí a asi 300 m stejným směrem od zdejší bývalé synagogy při ulici Cihelny. Hřbitov je chráněn jako kulturní památka České republiky.
Na ploše 3733 m2 se dochovalo asi 230 náhrobních kamenů (macev) s nejstarším čitelným z roku 1674 a zbytky zdiva bývalé márnice.
Koryčanská židovská komunita přestala existovat podle zákona z roku 1890. Do okupace se o hřbitov starala židovská obec v Kyjově.